# Уэбб, Уотт
Уотт Уэтмор Уэбб (англ. Watt Wetmore Webb; 27 августа 1927, Канзас-Сити, Миссури — 29 октября 2020, Нью-Йорк) — американский физик и биофизик. Член Национальной академии наук США (1995) и Национальной инженерной академии США (1993). Наиболее известен разработкой двухфотонной микроскопии (вместе с Винфридом Денком в 1980-х) и флуоресцентной корреляционной спектроскопии (вместе с Эллиотом Элсоном в 1970-х).

## Биография
В 1947 году получил степень бакалавра в Массачусетском технологическом институте (МТИ). С 1947 по 1952 год — инженер исследовательских лабораторий корпорации Union Carbide. В 1955 году в МТИ получил степень доктора наук в области материаловедения, физики и математики, после чего с 1955 по 1961 год вновь работал в компании Union Carbide. В 1961 году получил должность ассоциированного профессора технической физики Корнеллского университета, с 1965 года профессор прикладной физики, с 1998 года именной профессор технических наук (Samuel B. Eckert Professor in Engineering ), с 2012 года почётный профессор. С 1983 по 1988 года был директором Школы прикладной и инженерной физики Корнелла, с 1997 по 2007 год возглавлял Центр по развитию оптоэлектроники для получения биофизических изображений (англ. Developmental Resource for Biophysical Imaging Opto-Electronics) при Национальных институтах здравоохранения США. Подготовил более 45 докторов наук.
Научные работы Уэбба посвящены различным направлениям прикладной физики, разработке новых методов измерения параметров физических систем и созданию соответствующих технических средств. В 1950-е годы исследовал окисление и формирование дислокаций в материалах, механические свойства микрокристаллов. Интерес к проблеме фазовых переходов и критическим явлениям привёл к тому, что в 1960-е годы он переключился на изучение сверхпроводимости (и устройств на её основе) и свойств жидкостей. В 1972 году стал соавтором изобретения флуоресцентной корреляционной спектроскопии, позволяющей измерять кинетические характеристики флуктуационных процессов; этот подход стал предтечей появившихся позже методов детектирования одиночных молекул. В 1976 году с коллегами продемонстрировал использование флуоресцентного метода для измерения параметров диффузии, в том числе в биологических мембранах и других биосистемах. В 1971 году предложил высокочувствительный метод измерения тока, который в 1982 году использовал для измерения тока через ионные каналы в клеточных мембранах. В конце 1980-х, отталкиваясь от незадолго до этого появившегося метода конфокальной микроскопии, разработал с сотрудниками метод лазерной двухфотонной микроскопии, основанный на получении трёхмерных изображений за счёт нелинейного возбуждения флуоресценции при фокусировке в образце достаточно мощных пучков излучения. Этот метод, обобщённый на многофотонный случай, получил широкое применение для изучения биологических объектов благодаря низкому риску повреждения образца и высокой глубине проникновения излучения в его объём.
Член Американской академии искусств и наук (1997), действительный член Американского физического общества (1975), Биофизического общества, Американской ассоциации содействия развитию науки (1990), один из основателей Американского института медицинской и биологической техники.
Был женат на Пейдж Чапмен Уэбб (англ. Page Chapman Webb), с которой вырастил троих сыновей.

## Награды и отличия
- Стипендия Гуггенхайма (1974)
- Премия Макса Дельбрюка, Американское физическое общество (1991)
- Michelson–Morley Award[англ.], Университет Кейс Вестерн резерв (1992)
- Лекция имени Эрнста Аббе, Королевское микроскопическое общество (1997)
- Jablonski Prize, Биофизическое общество (2000)
- Премия Ранка по оптоэлектронике одноимённого фонда (2000, совместно с В. Денком)
- Национальная лекция, Биофизическое общество (2002)
- Alexander Hollaender Award in Biophysics[англ.], НАН США (2010)[4]
- Премия Розенстила, Университет Брандайса (2013)

## Избранные публикации
- Webb W.W., Norton J.T., Wagner C. Oxidation of tungsten // Journal of The Electrochemical Society. — 1956. — Vol. 103. — P. 107–111. — doi:10.1149/1.2430238.
- Beasley M.R., Labusch R., Webb W.W. Flux creep in type-II superconductors // Physical Review. — 1969. — Vol. 181. — P. 682–700. — doi:10.1103/PhysRev.181.682.
- Magde D., Elson E., Webb W.W. Thermodynamic fluctuations in a reacting system measurement by fluorescence correlation spectroscopy // Physical Review Letters. — 1972. — Vol. 29. — P. 705–708. — doi:10.1103/PhysRevLett.29.705.
- Axelrod D., Koppel D.E., Schlessinger J., Elson E., Webb W.W. Mobility measurement by analysis of fluorescence photobleaching recovery kinetics // Biophysical Journal. — 1976. — Vol. 16. — P. 1055–1069. — doi:10.1016/S0006-3495(76)85755-4.
- Barak L.S., Rogers Yocum R., Nothnagel E.A., Webb W.W. Fluorescence staining of the actin cytoskeleton in living cells with 7-nitrobenz-2-oxa-1,3-diazole-phallacidin // Proceedings of the National Academy of Sciences. — 1980. — Vol. 77. — P. 980–984. — doi:10.1073/pnas.77.2.980.
- Denk W., Strickler J.H., Webb W.W. Two-photon laser scanning fluorescence microscopy // Science. — 1990. — Vol. 248. — P. 73–76. — doi:10.1126/science.2321027.
- Xu C., Zipfel W., Shear J.B., Williams R.M., Webb W.W. Multiphoton fluorescence excitation: new spectral windows for biological nonlinear microscopy // Proceedings of the National Academy of Sciences. — 1996. — Vol. 93. — P. 10763–10768. — doi:10.1073/pnas.93.20.10763.
- Maiti S., Shear J.B., Williams R.M., Zipfel W., Webb W.W. Measuring serotonin distribution in live cells with three-photon excitation // Science. — 1997. — Vol. 275. — P. 530–532. — doi:10.1126/science.275.5299.530.
- Zipfel W.R., Williams R.M., Webb W.W. Nonlinear magic: Multiphoton microscopy in the biosciences // Nature Biotechnology. — 2003. — Vol. 21. — P. 1369–1377. — doi:10.1038/nbt899.